# Liste des circonscriptions électorales du comté de Durham
Le comté de Durham,
en collaboration avec l'autorité unitaire de Darlington,
est divisé en 7 Circonscription électorale
– 1 Borough constituency à Darlington
et 6 County constituencies.

## Circonscription
- † Conservateur
- ‡ Labour
- UKIP

| Circonscription      | Électeur | Majorité | Member of Parliament | Member of Parliament    | Opposition | Opposition               | Circonscriptions électorales, | Map |
| -------------------- | -------- | -------- | -------------------- | ----------------------- | ---------- | ------------------------ | --- | --- |
| Bishop Auckland CC   | 66,070   | 3,508    |                      | Helen Goodman‡          |            | Christopher Harrison     | Durham County Council: Barnard Castle East, Barnard Castle North, Barnard Castle West, Bishop Auckland Town, Barningham and Ovington, Byerley, Cockfield, Cockton Hill, Cotherstone with Lartington, Coundon, Dene Valley, Eggleston, Escomb, Etherley, Evenwood, Gainford and Winston, Greta, Hamsterley and South Bedburn, Henknowle, Ingleton, Lynesack, Low Spennymoor and Tudhoe Grange, Middlestone, Middleton-in-Teesdale, Ramshaw and Lands, Romaldkirk, Spennymoor, Startforth, Streatlam and Whorlton, Sunnydale, Thickley, Tudhoe. West Auckland, Woodhouse Close. |     |
| City of Durham CC    | 68,725   | 11,439   |                      | Roberta Blackman-Woods‡ |            | Rebecca Coulson          | Durham County Council: Bearpark and Witton Gilbert, Belmont, Brancepeth, Langley Moor and Meadowfield, Brandon, Carrville and Gilesgate Moor, Cassop-cum-Quarrington, Coxhoe, Crossgate and Framwelgate, Deerness, Elvet, Framwellgate Moor, Neville’s Cross, New Brancepeth and Ushaw Moor, Newton Hall North, Newton Hall South, Pelaw and Gilesgate, Pittington and West Rainton, St Nicholas, Shadforth and Sherburn, Shincliffe. |     |
| Darlington BC        | 65,851   | 3,158    |                      | Jenny Chapman‡          |            | Peter Cuthbertson        | Darlington Borough Council: Bank Top, Central, Cockerton East, Cockerton West, College, Eastbourne, Faverdale, Harrowgate Hill, Haughton East, Haughton North, Haughton West, Hummersknott, Lascelles, Lingfield, Mowden, Northgate, North Road, Park East, Park West, Pierremont. |     |
| Easington CC         | 61,659   | 14,641   |                      | Grahame Morris‡         |            | Jonathan Arnott          | Durham County Council: Acre Rigg, Blackhalls, Dawdon, Dene House, Deneside, Easington Colliery, Easington Village and South Hetton, Eden Hill, Haswell and Shotton, Horden North, Horden South, Howletch, Hutton Henry, Murton East, Murton West, Passfield, Seaham Harbour, Seaham North. |     |
| North Durham CC      | 65,359   | 13,644   |                      | Kevan Jones‡            |            | Laetitia Glossop         | Durham County Council: Annfield Plain, Bournmoor, Catchgate, Chester Central, Chester East, Chester North, Chester South, Chester West, Craghead and South Stanley, Edmondsley and Waldridge, Grange Villa and West Pelton, Havannah, Kimblesworth and Plawsworth, Lumley, North Lodge, Ouston, Pelton, Pelton Fell, Sacriston, South Moor, Stanley Hall, Tanfield, Urpeth. |     |
| North West Durham CC | 69,816   | 10,056   |                      | Pat Glass‡              |            | Charlotte Haitham-Taylor | Durham County Council: Benfieldside, Blackhill, Burnhope, Burnopfield, Castleside, Consett East, Consett North, Consett South, Cornsay, Crook North, Crook South, Delves Lane, Dipton, Ebchester and Medomsley, Esh, Howden, Hunwick, Lanchester, Leadgate, St John’s Chapel, Stanhope, Tow Law and Stanley, Wheatbottom and Helmington Row, Willington Central, Willington West End, Wolsingham and Witton-le-Wear. |     |
| Sedgefield CC        | 62,844   | 6,843    |                      | Phil Wilson‡            |            | Scott Wood               | Durham County Council: Bishop Middleham and Cornforth, Broom, Chilton, Ferryhill, Fishburn and Old Trimdon, Greenfield Middridge, Neville and Simpasture, New Trimdon and Trimdon Grange, Sedgefield, Shafto St Marys, Thornley and Wheatley Hill, West, Wingate, Woodham. Darlington Borough Council: Heighington and Coniscliffe, Hurworth, Middleton St George, Sadberge and Whessoe. |     |

## Changements de limites
La Commissions a décidé de conserver ces 7 circonscriptions pour l'élection de 2010 , avec des modifications mineures pour réaligner les limites des circonscriptions avec les limites des quartiers actuels de l'administration locale,
et à réduire les disparités électorale. En dehors de la frontière entre Easington et Sedgefield, les changements sont à peine perceptibles.
Ces changements seront mis en œuvre pour l'Élections générales de 2010.
| Name | Pre-2010 limites                       | Post-2010 limites |
| --- | -------------------------------------- | ----------------- |
| 1. Bishop Auckland CC 2. City of Durham CC 3. Darlington BC 4. Easington CC 5. North Durham CC 6. North West Durham CC 7. Sedgefield CC | Parliamentary constituencies in Durham | Proposed Revision |

## Résultats
| 2005 | 2010 | 2015 |
| ---- | ---- | ---- |
|      |      |      |

### Party breakdown
| Année | Labour Party | Total |
| ----- | ------------ | ----- |
| 2015  | 7 (100%)     | 7     |
| 2010  | 7 (100%)     | 7     |
| 2005  | 7 (100%)     | 7     |